# Centrum Giełdowe
Centrum Giełdowe – budynek biurowy znajdujący się w dzielnicy Śródmieście w Warszawie, przy ulicy Książęcej 4. Od 2000 roku siedziba Giełdy Papierów Wartościowych w Warszawie.

## Opis
Budynek zaprojektował Stanisław Fiszer wspólnie z Andrzejem M. Chołdzyńskim, wygrywając konkurs architektoniczny w 1994. Projekt wywodzi się z osobistych przekonań Fiszera na temat formy architektonicznej i sposobu budowania. Budowa została zrealizowana w latach 1998–2000.
Biurowiec był wielokrotnie nagradzany (nominowany m.in. do nagrody Unii Europejskiej w konkursie architektury współczesnej im. Miesa van der Rohe).
Budynek jest siedzibą Giełdy Papierów Wartościowych, Krajowego Depozytu Papierów Wartościowych i Towarowej Giełdy Energii.
Budynkiem zarządza spółka Centrum Giełdowe S.A.; udziały w spółce należą do Centrum Bankowo–Finansowego „Nowy Świat” S.A. (59,49%), Giełdy Papierów Wartościowych w Warszawie S.A. (24,79%) i Krajowego Depozytu Papierów Wartościowych S.A. (15,72%).